# Paradise Garage

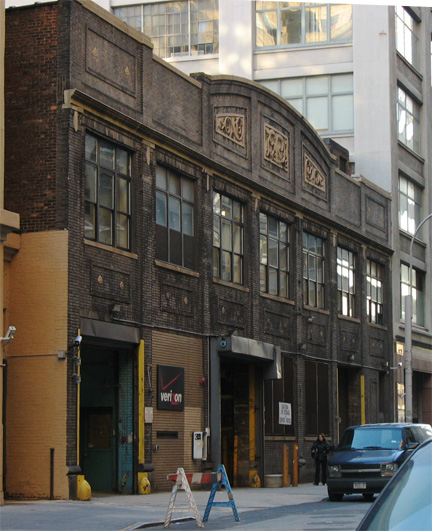
Le Paradise Garage - New York - 2006.

Le Paradise Garage (ou Garage) est une ancienne discothèque située à New York aux États-Unis, ouverte officiellement en janvier 1978 sous la direction de Mel Cheren et Michael Brody et fermée en septembre 1987. 
Ce club de près de 1 000 m2 situé 84 King Street à SoHo, est le lieu de naissance de la musique et du son garage house, notamment sous l'influence du DJ résident de l'époque Larry Levan (né en 1954),. Le Paradise Garage est aussi connu pour son influence dans le développement des dance clubs qui vont prendre leur essor dans les années 1990 : contrairement aux autres clubs de son époque, le Paradise Garage était consacré à la danse plutôt qu'aux interactions sociales, et il fut un des premiers à mettre le DJ comme centre d'attention de la piste : Larry Levan y proposait de véritables performances, durant près de deux heures.
En octobre 2017, la démolition du bâtiment originel est annoncée. Il est remplacé en 2021 par un immeuble de douze étages, le Toll Brothers City Living.